# 1958-as labdarúgó-világbajnokság (keretek)
Ez a szócikk tartalmazza az 1958-as labdarúgó-világbajnokságon részt vevő csapatok által nevezett játékosok listáját.

## 1. csoport

### NSZK
Szövetségi kapitány:  Sepp Herberger
| Szám | Poszt | Név                     | Születési dátum (Kor)         | Vál. | Klub                 |
| ---- | ----- | ----------------------- | ----------------------------- | ---- | -------------------- |
| 1    | K     | Fritz Herkenrath        | 1928. szeptember 9. (29 éves) | 15   | Rot-Weiß Essen       |
| 2    | V     | Herbert Erhardt         | 1930. július 6. (27 éves)     | 17   | SpVgg Furth          |
| 3    | V     | Erich Juskowiak         | 1926. szeptember 7. (31 éves) | 20   | Fortuna Düsseldorf   |
| 4    | KP    | Horst Eckel             | 1932. február 8. (26 éves)    | 27   | 1. FC Kaiserslautern |
| 5    | V     | Heinz Wewers            | 1927. július 27. (30 éves)    | 11   | Rot-Weiß Essen       |
| 6    | KP    | Horst Szymaniak         | 1934. augusztus 29. (23 éves) | 9    | Wuppertaler SV       |
| 7    | V     | Georg Stollenwerk       | 1930. december 19. (27 éves)  | 8    | 1. FC Köln           |
| 8    | CS    | Helmut Rahn             | 1929. augusztus 16. (28 éves) | 22   | Rot-Weiß Essen       |
| 9    | KP    | Fritz Walter            | 1920. október 31. (37 éves)   | 56   | 1. FC Kaiserslautern |
| 10   | CS    | Aki Schmidt             | 1935. szeptember 5. (22 éves) | 7    | Borussia Dortmund    |
| 11   | CS    | Hans Schäfer            | 1927. október 19. (30 éves)   | 27   | 1. FC Köln           |
| 12   | CS    | Uwe Seeler              | 1936. november 5. (21 éves)   | 4    | Hamburger SV         |
| 13   | CS    | Bernhard Klodt          | 1926. október 26. (31 éves)   | 16   | Schalke 04           |
| 14   | CS    | Hans Cieslarczyk        | 1937. május 3. (21 éves)      | 3    | SV Sodingen          |
| 15   | CS    | Alfred Kelbassa         | 1925. április 21. (33 éves)   | 5    | Borussia Dortmund    |
| 16   | CS    | Hans Sturm              | 1935. szeptember 3. (22 éves) | 1    | 1. FC Köln           |
| 17   | V     | Karl-Heinz Schnellinger | 1939. március 31. (19 éves)   | 1    | SG Düren 99          |
| 18   | KP    | Rudi Hoffmann*          | 1935. február 11. (23 éves)   | 1    | VfB Stuttgart        |
| 19   | KP    | Wolfgang Peters*        | 1929. január 8. (29 éves)     | 1    | Borussia Dortmund    |
| 20   | V     | Hermann Nuber*          | 1935. október 10. (22 éves)   | 0    | Kickers Offenbach    |
| 21   | K     | Günter Sawitzki*        | 1932. november 22. (25 éves)  | 4    | VfB Stuttgart        |
| 22   | K     | Heinz Kwiatkowski       | 1926. július 16. (31 éves)    | 3    | Borussia Dortmund    |

- Hoffmann, Peters, Nuber, Sawitzki, Kwiatkowski nem utazott Svédországba a kerettel.

### Észak-Írország
Szövetségi kapitány:  Peter Doherty
| Szám | Poszt | Név                | Születési dátum (Kor)          | Vál. | Klub              |
| ---- | ----- | ------------------ | ------------------------------ | ---- | ----------------- |
| 1    | K     | Harry Gregg        | 1932. október 25. (25 éves)    |      | Manchester United |
| 2    | V     | Willie Cunningham  | 1930. február 20. (28 éves)    |      | Leicester City    |
| 3    | V     | Alf McMichael      | 1927. október 1. (30 éves)     |      | Newcastle United  |
| 4    | KP    | Danny Blanchflower | 1926. február 10. (32 éves)    |      | Tottenham Hotspur |
| 5    | V     | Dick Keith         | 1933. május 15. (25 éves)      |      | Newcastle United  |
| 6    | KP    | Bertie Peacock     | 1928. szeptember 29. (29 éves) |      | Celtic Glasgow    |
| 7    | CS    | Billy Bingham      | 1931. augusztus 5. (26 éves)   |      | Sunderland        |
| 8    | CS    | Wilbur Cush        | 1928. június 10. (30 éves)     |      | Leeds United      |
| 9    | CS    | Billy Simpson      | 1929. december 12. (28 éves)   |      | Glasgow Rangers   |
| 10   | CS    | Jimmy McIlroy      | 1931. október 25. (26 éves)    |      | Burnley           |
| 11   | CS    | Peter McParland    | 1934. április 25. (24 éves)    |      | Aston Villa       |
| 12   | K     | Norman Uprichard   | 1928. április 20. (30 éves)    |      | Portsmouth        |
| 13   | CS    | Tommy Casey        | 1930. március 11. (28 éves)    |      | Newcastle United  |
| 14   | CS    | Jackie Scott       | 1933. december 22. (24 éves)   |      | Grimsby Town      |
| 15   | CS    | Sammy McCrory      | 1924. október 11. (33 éves)    |      | Southend United   |
| 16   | CS    | Derek Dougan       | 1938. január 20. (20 éves)     |      | Portsmouth        |
| 17   | CS    | Fay Coyle          | 1933. április 1. (25 éves)     |      | Nottingham Forest |
| 18   | K     | Roy Rea*           | 1934. november 28. (23 éves)   |      | Glenavon          |
| 19   | V     | Len Graham*        | 1925. október 17. (32 éves)    |      | Doncaster Rovers  |
| 20   | KP    | Sammy Chapman*     | 1938. február 16. (20 éves)    |      | Mansfield Town    |
| 21   | V     | Tommy Hamill*      | 1933. július 10. (24 éves)     |      | Linfield          |
| 22   | CS    | Bobby Trainor*     | 1934. április 25. (24 éves)    |      | Coleraine         |

- Rea, Graham, Chapman, Hamill, Trainor nem utazott Svédországba a kerettel.

### Csehszlovákia
Szövetségi kapitány:  Karel Kolský
| Szám | Poszt | Név                | Születési dátum (Kor)          | Vál. | Klub                 |
| ---- | ----- | ------------------ | ------------------------------ | ---- | -------------------- |
| 1    | K     | Imrich Stacho      | 1931. november 4. (26 éves)    | 13   | FC Spartak Trnava    |
| 2    | V     | Gustav Mráz        | 1934. szeptember 11. (23 éves) | 2    | Inter Bratislava     |
| 3    | KP    | Jiří Čadek         | 1935. december 7. (22 éves)    | 2    | Dukla Praha          |
| 4    | V     | Ladislav Novák     | 1930. december 5. (27 éves)    | 33   | Dukla Praha          |
| 5    | KP    | Josef Masopust     | 1931. február 9. (27 éves)     | 18   | Dukla Praha          |
| 6    | V     | Svatopluk Pluskal  | 1930. október 28. (27 éves)    | 19   | Dukla Praha          |
| 7    | CS    | Kazimír Gajdoš     | 1934. március 28. (24 éves)    | 4    | Inter Bratislava     |
| 8    | CS    | Milan Dvořák       | 1934. november 19. (23 éves)   | 6    | Dukla Praha          |
| 9    | CS    | Molnár Pál         | 1936. február 13. (22 éves)    | 7    | Inter Bratislava     |
| 10   | CS    | Jaroslav Borovička | 1931. január 26. (27 éves)     | 15   | Dukla Praha          |
| 11   | CS    | Tadeáš Kraus       | 1932. október 22. (25 éves)    | 21   | Sparta Praha         |
| 12   | CS    | Zdeněk Zikán       | 1937. november 10. (20 éves)   | 1    | Dukla Pardubice      |
| 13   | CS    | Václav Hovorka     | 1931. szeptember 19. (26 éves) | 1    | Dynamo Praha         |
| 14   | CS    | Jiří Feureisl      | 1931. október 3. (26 éves)     | 8    | Slavia Karlovy Vary  |
| 15   | CS    | Jan Hertl          | 1929. január 23. (29 éves)     | 22   | Sparta Praha         |
| 16   | V     | Ján Popluhár       | 1935. szeptember 12. (22 éves) | 0    | ŠK Slovan Bratislava |
| 17   | V     | Titus Buberník     | 1933. október 12. (24 éves)    | 0    | Inter Bratislava     |
| 18   | KP    | Adolf Scherer      | 1938. május 5. (20 éves)       | 0    | Inter Bratislava     |
| 19   | K     | Břetislav Dolejší  | 1928. szeptember 26. (29 éves) | 13   | Dynamo Praha         |
| 20   | KP    | Anton Moravčík     | 1931. június 3. (27 éves)      | 19   | ŠK Slovan Bratislava |
| 21   | V     | František Šafránek | 1931. január 2. (27 éves)      | 13   | Dukla Praha          |
| 22   | K     | Viliam Schrojf     | 1931. augusztus 2. (26 éves)   | 7    | ŠK Slovan Bratislava |

### Argentína
Szövetségi kapitány:  Guillermo Stábile
| Szám | Poszt | Név                     | Születési dátum (Kor)          | Vál. | Klub                    |
| ---- | ----- | ----------------------- | ------------------------------ | ---- | ----------------------- |
| 1    | K     | Amadeo Carrizo          | 1926. május 12. (32 éves)      |      | River Plate             |
| 2    | KP    | Pedro Dellacha          | 1926. július 9. (31 éves)      |      | Racing Club             |
| 3    | V     | Federico Vairo          | 1931. január 27. (27 éves)     |      | River Plate             |
| 4    | V     | Juan Francisco Lombardo | 1925. június 11. (33 éves)     |      | Boca Juniors            |
| 5    | V     | Néstor Rossi            | 1925. május 10. (33 éves)      |      | River Plate             |
| 6    | KP    | José Varacka            | 1932. május 27. (26 éves)      |      | Independiente           |
| 7    | CS    | Omar Oreste Corbatta    | 1936. március 11. (22 éves)    |      | Racing Club             |
| 8    | CS    | Eliseo Prado            | 1929. szeptember 17. (28 éves) |      | River Plate             |
| 9    | CS    | Norberto Menéndez       | 1936. december 14. (21 éves)   |      | River Plate             |
| 10   | CS    | Alfredo Rojas           | 1937. február 20. (21 éves)    |      | Lanús                   |
| 11   | CS    | Ángel Labruna           | 1918. szeptember 28. (39 éves) |      | River Plate             |
| 12   | K     | Julio Musimessi         | 1924. július 9. (33 éves)      |      | Boca Juniors            |
| 13   | V     | Alfredo Pérez           | 1929. április 10. (29 éves)    |      | River Plate             |
| 14   | V     | Federico Edwards        | 1931. január 25. (27 éves)     |      | Boca Juniors            |
| 15   | V     | David Acevedo           | 1937. február 20. (21 éves)    |      | Independiente           |
| 16   | KP    | Eliseo Mouriño          | 1927. június 3. (31 éves)      |      | Boca Juniors            |
| 17   | V     | José Ramos Delgado      | 1935. augusztus 25. (22 éves)  |      | Lanús                   |
| 18   | CS    | Norberto Boggio         | 1931. augusztus 11. (26 éves)  |      | San Lorenzo             |
| 19   | CS    | Ludovico Avio           | 1932. október 6. (25 éves)     |      | Vélez Sarsfield         |
| 20   | CS    | Ricardo Infante         | 1924. június 21. (34 éves)     |      | Estudiantes de La Plata |
| 21   | CS    | José Sanfilippo         | 1935. május 4. (23 éves)       |      | San Lorenzo             |
| 22   | CS    | Osvaldo Cruz            | 1931. május 29. (27 éves)      |      | Independiente           |

## 2. csoport

### Franciaország
Szövetségi kapitány:  Albert Batteux
| Szám | Poszt | Név                 | Születési dátum (Kor)          | Vál. | Klub                |
| ---- | ----- | ------------------- | ------------------------------ | ---- | ------------------- |
| 1    | K     | Claude Abbes        | 1927. május 24. (31 éves)      | 3    | Saint-Ètienne       |
| 2    | K     | Dominique Colonna   | 1928. szeptember 4. (29 éves)  | 3    | Stade de Reims      |
| 3    | K     | François Remetter   | 1928. augusztus 8. (29 éves)   | 23   | Girondins Bordeaux  |
| 4    | V     | Raymond Kaelbel     | 1932. január 31. (26 éves)     | 17   | Monaco              |
| 5    | V     | André Lerond        | 1930. december 6. (27 éves)    | 4    | Olympique Lyon      |
| 6    | V     | Roger Marche        | 1924. március 5. (34 éves)     | 55   | Racing Club Paris   |
| 7    | V     | Robert Mouynet      | 1930. március 25. (28 éves)    | 0    | Olympique Lyon      |
| 8    | KP    | Bernard Chiarelli   | 1934. február 24. (24 éves)    | 1    | Valenciennes        |
| 9    | KP    | Kazimir Hnatow      | 1929. január 9. (29 éves)      | 0    | Angers              |
| 10   | KP    | Robert Jonquet      | 1925. május 3. (33 éves)       | 46   | Stade de Reims      |
| 11   | KP    | Maurice Lafont      | 1927. szeptember 13. (30 éves) | 0    | Nimes               |
| 12   | KP    | Jean-Jacques Marcel | 1931. június 13. (27 éves)     | 25   | Olympique Marseille |
| 13   | V     | Armand Penverne     | 1926. november 26. (31 éves)   | 26   | Stade de Reims      |
| 14   | KP    | Raymond Bellot      | 1929. június 9. (29 éves)      | 0    | Monaco              |
| 15   | CS    | Stéphane Bruey      | 1932. december 11. (25 éves)   | 2    | Angers              |
| 16   | CS    | Yvon Douis          | 1935. május 16. (23 éves)      | 3    | Lille OSC           |
| 17   | CS    | Just Fontaine       | 1933. július 18. (24 éves)     | 5    | Stade de Reims      |
| 18   | CS    | Raymond Kopa        | 1931. október 13. (26 éves)    | 24   | Real Madrid         |
| 19   | KP    | Célestin Oliver     | 1930. július 12. (27 éves)     | 5    | UA Sedan-Torcy      |
| 20   | CS    | Roger Piantoni      | 1931. december 26. (26 éves)   | 25   | Stade de Reims      |
| 21   | CS    | Jean Vincent        | 1930. november 29. (27 éves)   | 22   | Stade de Reims      |
| 22   | CS    | Maryan Wisniewski   | 1937. február 1. (21 éves)     | 9    | Lens                |

### Jugoszlávia
Szövetségi kapitány:  Aleksandar Tirnanić
| Szám | Poszt | Név                  | Születési dátum (Kor)        | Vál. | Klub                 |
| ---- | ----- | -------------------- | ---------------------------- | ---- | -------------------- |
| 1    | K     | Vladimir Beara       | 1928. november 2. (29 éves)  | 53   | Crvena Zvezda        |
| 2    | KP    | Dragoslav Šekularac  | 1937. november 8. (20 éves)  | 5    | Crvena Zvezda        |
| 3    | V     | Vasilije Šijaković   | 1929. augusztus 2. (28 éves) | 3    | OFK Beograd          |
| 4    | KP    | Tomislav Crnković    | 1929. június 17. (29 éves)   | 38   | Dinamo Zagreb        |
| 5    | V     | Novak Tomić          | 1936. január 7. (22 éves)    | 0    | Crvena Zvezda        |
| 6    | V     | Branko Zebec         | 1929. május 17. (29 éves)    | 48   | Partizan Beograd     |
| 7    | CS    | Miloš Milutinović    | 1933. február 5. (25 éves)   | 30   | Partizan Beograd     |
| 8    | KP    | Dobrosav Krstić      | 1932. február 5. (26 éves)   | 22   | Vojvodina Novi Sad   |
| 9    | KP    | Vujadin Boškov       | 1931. május 16. (27 éves)    | 53   | Vojvodina Novi Sad   |
| 10   | KP    | Ivan Šantek          | 1932. április 23. (26 éves)  | 5    | Dinamo Zagreb        |
| 11   | V     | Vladica Popović      | 1935. március 17. (23 éves)  | 1    | Crvena Zvezda        |
| 12   | CS    | Aleksandar Petaković | 1932. augusztus 6. (25 éves) | 11   | Radnički Beograd     |
| 13   | CS    | Todor Veselinović    | 1930. október 22. (27 éves)  | 26   | Vojvodina Novi Sad   |
| 14   | V     | Milorad Milutinović  | 1933. február 5. (25 éves)   |      | Partizan Beograd     |
| 15   | K     | Srboljub Krivokuća   | 1928. március 14. (30 éves)  | 4    | Crvena Zvezda        |
| 16   | CS    | Ilijas Pašić         | 1934. május 10. (24 éves)    | 7    | Željezničar Sarajevo |
| 17   | KP    | Zdravko Rajkov       | 1927. december 5. (30 éves)  | 24   | Vojvodina Novi Sad   |
| 18   | CS    | Luka Lipošinović     | 1932. május 12. (26 éves)    | 6    | Dinamo Zagreb        |
| 19   | CS    | Radivoje Ognjanović  | 1933. július 1. (24 éves)    | 1    | Radnički Beograd     |
| 20   | V     | Nikola Radović       | 1932. október 20. (25 éves)  | 3    | Crvena Zvezda        |
| 21   | K     | Gordan Irović        | 1934. július 2. (23 éves)    | 0    | Dinamo Zagreb        |
| 22   | CS    | Dražan Jerković      | 1936. augusztus 6. (21 éves) | 0    | Dinamo Zagreb        |

### Paraguay
Szövetségi kapitány:  Aurelio González
| Szám | Poszt | Név                  | Születési dátum (Kor)          | Vál. | Klub              |
| ---- | ----- | -------------------- | ------------------------------ | ---- | ----------------- |
| 1    | K     | Ramón Mayeregger     | 1934. február 26. (24 éves)    |      | Nacional Asunción |
| 2    | V     | Edelmiro Arévalo     | 1929. január 7. (29 éves)      |      | Olimpia Asunción  |
| 3    | KP    | Juan Vicente Lezcano | 1937. április 5. (21 éves)     |      | Olimpia Asunción  |
| 4    | V     | Ignacio Achúcarro    | 1936. július 31. (21 éves)     |      | Olimpia Asunción  |
| 5    | KP    | Salvador Villalba    | 1924. augusztus 29. (33 éves)  |      | Libertad Asunción |
| 6    | V     | Eligio Echagüe       | 1938. december 31. (19 éves)   |      | Olimpia Asunción  |
| 7    | CS    | Juan Bautista Agüero | 1935. június 24. (23 éves)     |      | Olimpia Asunción  |
| 8    | CS    | José Parodi          | 1932. augusztus 30. (25 éves)  |      | Olimpia Asunción  |
| 9    | CS    | Jorge Lino Romero    | 1937. szeptember 23. (20 éves) |      | Sol de América    |
| 10   | CS    | Óscar Aguilera       | 1935. március 11. (23 éves)    |      | Olimpia Asunción  |
| 11   | CS    | Florencio Amarilla   | 1935. január 3. (23 éves)      |      | Nacional Asunción |
| 12   | K     | Samuel Aguilar       | 1933. március 16. (25 éves)    |      | Libertad Asunción |
| 13   | V     | Luis Gini            | 1935. október 31. (22 éves)    |      | Sol de América    |
| 14   | V     | Darío Segovia        | 1932. március 18. (26 éves)    |      | Sol de América    |
| 15   | KP    | Luis Santos Silva    |                                |      | Cerro Porteño     |
| 16   | CS    | Claudio Lezcano      |                                |      | Olimpia Asunción  |
| 17   | V     | Agustín Miranda      | 1930                           |      | Cerro Porteño     |
| 18   | CS    | Gilberto Penayo      | 1933. április 3. (25 éves)     |      | Sol de América    |
| 19   | CS    | Eliseo Insfrán       | 1935. október 27. (22 éves)    |      | Guaraní           |
| 20   | CS    | José Aveiro          | 1936. július 18. (21 éves)     |      | Sportivo Luqueño  |
| 21   | CS    | Cayetano Ré          | 1938. február 7. (20 éves)     |      | Cerro Porteño     |
| 22   | CS    | Eligio Insfrán       | 1935. október 27. (22 éves)    |      | Club Guaraní      |

### Skócia
Szövetségi kapitány:  Dawson Walker
| Szám | Poszt | Név              | Születési dátum (Kor)          | Vál. | Klub                |
| ---- | ----- | ---------------- | ------------------------------ | ---- | ------------------- |
| 1    | K     | Tommy Younger    | 1930. április 10. (28 éves)    | 22   | Liverpool           |
| 2    | V     | Tommy Docherty   | 1928. augusztus 24. (29 éves)  | 22   | Preston North End   |
| 3    | V     | Alex Parker      | 1935. augusztus 2. (22 éves)   | 14   | Everton             |
| 4    | V     | Eric Caldow      | 1934. május 14. (24 éves)      | 10   | Glasgow Rangers     |
| 5    | V     | John Hewie       | 1927. december 13. (30 éves)   | 12   | Charlton Athletic   |
| 6    | KP    | Harry Haddock    | 1925. július 26. (32 éves)     | 6    | Clyde FC            |
| 7    | V     | Ian McColl       | 1927. június 7. (31 éves)      | 14   | Glasgow Rangers     |
| 8    | CS    | Eddie Turnbull   | 1923. április 12. (35 éves)    | 5    | Hibernian           |
| 9    | KP    | Bobby Evans      | 1927. július 16. (30 éves)     | 34   | Celtic Glasgow      |
| 10   | KP    | Doug Cowie       | 1926. május 1. (32 éves)       | 18   | Dundee              |
| 11   | KP    | Dave Mackay      | 1934. november 14. (23 éves)   | 1    | Heart of Midlothian |
| 12   | K     | Bill Brown       | 1931. október 8. (26 éves)     | 0    | Dundee              |
| 13   | V     | Sammy Baird      | 1930. május 13. (28 éves)      | 6    | Glasgow Rangers     |
| 14   | V     | Graham Leggat    | 1934. június 20. (24 éves)     | 5    | Aberdeen            |
| 15   | CS    | Alex Scott       | 1937. november 22. (20 éves)   | 5    | Glasgow Rangers     |
| 16   | CS    | Jimmy Murray     | 1933. február 4. (25 éves)     | 3    | Heart of Midlothian |
| 17   | KP    | Jackie Mudie     | 1930. április 10. (28 éves)    | 14   | Blackpool           |
| 18   | CS    | John Coyle       | 1932. szeptember 28. (25 éves) | 0    | Clyde FC            |
| 19   | KP    | Bobby Collins    | 1931. február 16. (27 éves)    | 19   | Celtic Glasgow      |
| 20   | CS    | Archie Robertson | 1929. szeptember 15. (28 éves) | 4    | Clyde FC            |
| 21   | KP    | Stewart Imlach   | 1932. január 6. (26 éves)      | 2    | Nottingham Forest   |
| 22   | CS    | Willie Fernie    | 1928. november 22. (29 éves)   | 11   | Celtic Glasgow      |

## 3. csoport

### Svédország
Szövetségi kapitány:  George Raynor
| Szám | Poszt | Név                | Születési dátum (Kor)         | Vál. | Klub              |
| ---- | ----- | ------------------ | ----------------------------- | ---- | ----------------- |
| 1    | K     | Kalle Svensson     | 1925. november 11. (32 éves)  | 67   | Helsingborg       |
| 2    | V     | Orvar Bergmark     | 1930. november 16. (27 éves)  | 37   | Örebro SK         |
| 3    | V     | Sven Axbom         | 1926. október 15. (31 éves)   | 16   | Norrköping        |
| 4    | KP    | Nils Liedholm      | 1922. október 8. (35 éves)    | 18   | Milan             |
| 5    | KP    | Åke Johansson      | 1928. március 19. (30 éves)   | 16   | Norrköping        |
| 6    | KP    | Sigge Parling      | 1930. március 26. (28 éves)   | 11   | Djurgården IF     |
| 7    | CS    | Kurt Hamrin        | 1934. november 19. (23 éves)  | 20   | Padova            |
| 8    | CS    | Gunnar Gren        | 1920. október 31. (37 éves)   | 49   | Örgryte           |
| 9    | CS    | Agne Simonsson     | 1935. október 19. (22 éves)   | 3    | Örgryte IS        |
| 10   | CS    | Arne Selmosson     | 1931. március 29. (27 éves)   | 1    | Lazio             |
| 11   | CS    | Lennart Skoglund   | 1929. december 24. (28 éves)  | 4    | Internazionale    |
| 12   | K     | Tore Svensson      | 1927. december 6. (30 éves)   | 1    | Malmö FF          |
| 13   | V     | Prawitz Öberg      | 1930. november 16. (27 éves)  | 2    | Malmö FF          |
| 14   | KP    | Bengt Gustavsson   | 1928. január 15. (30 éves)    | 42   | Atalanta          |
| 15   | KP    | Reino Börjesson    | 1929. február 4. (29 éves)    | 3    | Norrby IF         |
| 16   | K     | Ingemar Haraldsson | 1928. február 3. (30 éves)    | 0    | IF Elfsborg Borås |
| 17   | KP    | Olle Håkansson     | 1927. február 22. (31 éves)   | 7    | Norrköping        |
| 18   | CS    | Gösta Löfgren      | 1923. augusztus 29. (34 éves) | 38   | Motala AIF        |
| 19   | CS    | Henry Källgren     | 1931. március 13. (27 éves)   | 5    | Norrköping        |
| 20   | CS    | Bror Mellberg      | 1923. december 9. (34 éves)   | 3    | AIK Stockholm     |
| 21   | CS    | Bengt Berndtsson   | 1933. január 26. (25 éves)    | 4    | IFK Göteborg      |
| 22   | CS    | Owe Ohlsson        | 1938. augusztus 19. (19 éves) | 1    | IFK Göteborg      |

### Wales
Szövetségi kapitány:  Jimmy Murphy
| Szám | Poszt | Név               | Születési dátum (Kor)          | Vál. | Klub                 |
| ---- | ----- | ----------------- | ------------------------------ | ---- | -------------------- |
| 1    | K     | Jack Kelsey       | 1929. november 19. (28 éves)   |      | Arsenal              |
| 2    | V     | Stuart Williams   | 1930. július 9. (27 éves)      |      | West Bromwich Albion |
| 3    | V     | Mel Hopkins       | 1934. november 7. (23 éves)    |      | Tottenham Hotspur    |
| 4    | V     | Derrick Sullivan  | 1930. augusztus 10. (27 éves)  |      | Cardiff City         |
| 5    | KP    | Mel Charles       | 1935. május 14. (23 éves)      |      | Swansea Town         |
| 6    | KP    | Dave Bowen        | 1928. június 7. (30 éves)      |      | Arsenal              |
| 7    | CS    | Terry Medwin      | 1932. szeptember 25. (25 éves) |      | Tottenham Hotspur    |
| 8    | CS    | Ron Hewitt        | 1928. június 21. (30 éves)     |      | Cardiff City         |
| 9    | CS    | John Charles      | 1931. december 27. (26 éves)   |      | Juventus             |
| 10   | CS    | Ivor Allchurch    | 1929. október 16. (28 éves)    |      | Swansea Town         |
| 11   | CS    | Cliff Jones       | 1935. február 7. (23 éves)     |      | Swansea Town         |
| 12   | K     | Ken Jones         | 1936. január 2. (22 éves)      |      | Cardiff City         |
| 13   | K     | Graham Vearncombe | 1934. március 28. (24 éves)    |      | Cardiff City         |
| 14   | V     | Trevor Edwards    | 1937. január 24. (21 éves)     |      | Charlton Athletic    |
| 15   | V     | Colin Baker       | 1934. december 18. (23 éves)   |      | Cardiff City         |
| 16   | KP    | Vic Crowe         | 1932. január 31. (26 éves)     |      | Aston Villa          |
| 17   | CS    | Ken Leek          | 1935. július 26. (22 éves)     |      | Leicester City       |
| 18   | CS    | Roy Vernon        | 1937. április 14. (21 éves)    |      | Blackburn Rovers     |
| 19   | CS    | Colin Webster     | 1932. július 17. (25 éves)     |      | Manchester United    |
| 20   | KP    | John Elsworthy    | 1931. július 26. (26 éves)     |      | Ipswich Town         |
| 21   | KP    | Len Allchurch     | 1933. szeptember 12. (24 éves) |      | Swansea Town         |
| 22   | KP    | George Baker      | 1934. április 6. (24 éves)     |      | Plymouth Argyle      |

A Swansea Town és a Cardiff City walesi klub, de az angol bajnokságban szerepelnek.

### Magyarország
Szövetségi kapitány:  Baróti Lajos
| Szám | Poszt | Név                 | Születési dátum (Kor)          | Vál. | Klub                  |
| ---- | ----- | ------------------- | ------------------------------ | ---- | --------------------- |
| 1    | K     | Grosics Gyula       | 1926. február 4. (32 éves)     | 52   | Tatabányai Bányász SE |
| 2    | V     | Mátrai Sándor       | 1932. november 20. (25 éves)   | 10   | Ferencvárosi TC       |
| 3    | V     | Sipos Ferenc        | 1932. december 13. (25 éves)   | 7    | MTK FC                |
| 4    | V     | Sárosi László       | 1932. február 27. (26 éves)    | 5    | Vasas SC              |
| 5    | V     | Bozsik József       | 1925. november 28. (32 éves)   | 88   | Budapest Honvéd FC    |
| 6    | KP    | Berendy Pál         | 1932. november 30. (25 éves)   | 15   | Vasas SC              |
| 7    | KP    | Budai László        | 1928. július 19. (29 éves)     | 31   | Budapest Honvéd FC    |
| 8    | CS    | Tichy Lajos         | 1935. március 21. (23 éves)    | 19   | Budapest Honvéd FC    |
| 9    | CS    | Hidegkuti Nándor    | 1922. március 3. (36 éves)     | 67   | MTK FC                |
| 10   | CS    | Bundzsák Dezső      | 1928. május 3. (30 éves)       | 6    | Vasas SC              |
| 11   | CS    | Sándor Károly       | 1928. november 29. (29 éves)   | 29   | MTK FC                |
| 12   | V     | Kárpáti Béla        | 1929. szeptember 30. (28 éves) | 17   | Vasas SC              |
| 13   | V     | Szigeti Oszkár      | 1933. szeptember 10. (24 éves) | 1    | Diósgyőri VTK         |
| 14   | CS    | Szojka Ferenc       | 1931. április 7. (27 éves)     | 23   | Salgótarjáni BTC      |
| 15   | KP    | Kotász Antal        | 1929. szeptember 1. (28 éves)  | 15   | Budapest Honvéd FC    |
| 16   | CS    | Lahos László        | 1933. január 17. (25 éves)     | 0    | Tatabányai Bányász SE |
| 17   | CS    | Vasas Mihály        | 1933. szeptember 14. (24 éves) | 1    | Salgótarjáni BTC      |
| 18   | CS    | Monostori Tivadar   | 1936. augusztus 24. (21 éves)  | 1    | Dorogi Bányász        |
| 19   | CS    | Friedmanszky Zoltán | 1934. október 22. (23 éves)    | 0    | Ferencvárosi TC       |
| 20   | CS    | Bencsics József     | 1933. augusztus 6. (24 éves)   | 1    | Újpesti Dózsa         |
| 21   | CS    | Fenyvesi Máté       | 1933. szeptember 20. (24 éves) | 18   | Ferencvárosi TC       |
| 22   | K     | Ilku István         | 1933. március 6. (25 éves)     | 4    | Dorogi Bányász        |

### Mexikó
Szövetségi kapitány:  Antonio López Herranz
| Szám | Poszt | Név                         | Születési dátum (Kor)          | Vál. | Klub           |
| ---- | ----- | --------------------------- | ------------------------------ | ---- | -------------- |
| 1    | K     | Antonio Carbajal            | 1929. június 7. (29 éves)      |      | Club León      |
| 2    | V     | Jesús del Muro              | 1937. november 30. (20 éves)   |      | Atlas          |
| 3    | KP    | Jorge Romo                  | 1934. április 20. (24 éves)    |      | CD Toluca      |
| 4    | V     | José Villegas               | 1934. június 20. (24 éves)     |      | CD Guadalajara |
| 5    | V     | Alfonso Portugal            | 1934. január 21. (24 éves)     |      | Necaxa         |
| 6    | KP    | Francisco Flores            | 1926. február 12. (32 éves)    |      | CD Guadalajara |
| 7    | KP    | Alfredo Hernández           | 1935. június 18. (23 éves)     |      | Club León      |
| 8    | CS    | Salvador Reyes              | 1936. szeptember 20. (21 éves) |      | CD Guadalajara |
| 9    | CS    | Carlos Calderón de la Barca | 1934. október 2. (23 éves)     |      | Atlante        |
| 10   | CS    | Crescencio Gutiérrez        | 1933. október 26. (24 éves)    |      | CD Guadalajara |
| 11   | CS    | Enrique Sesma               | 1927. április 22. (31 éves)    |      | CD Toluca      |
| 12   | K     | Manuel Camacho              | 1929. április 29. (29 éves)    |      | CD Toluca      |
| 13   | K     | Jaime Gómez                 | 1929. december 29. (28 éves)   |      | CD Guadalajara |
| 14   | CS    | Miguel Gutiérrez            | 1931. május 7. (27 éves)       |      | Atlas          |
| 15   | KP    | Guillermo Sepúlveda         | 1934. február 28. (24 éves)    |      | CD Guadalajara |
| 16   | V     | José Antonio Roca           | 1928. május 24. (30 éves)      |      | Zacatepec      |
| 17   | V     | Raúl Cárdenas               | 1928. október 30. (29 éves)    |      | Zacatepec      |
| 18   | KP    | Jaime Salazar               | 1931. február 6. (27 éves)     |      | Necaxa         |
| 19   | V     | Jaime Belmonte              | 1934. október 8. (23 éves)     |      | Cuautla        |
| 20   | CS    | Carlos Blanco               | 1927. március 5. (31 éves)     |      | CD Toluca      |
| 21   | CS    | Ligorio López               | 1928. augusztus 18. (29 éves)  |      | Irapuato       |
| 22   | CS    | Carlos González             | 1935. április 12. (23 éves)    |      | Atlas          |

## 4. csoport

### Brazília
Szövetségi kapitány:  Vicente Feola
| Szám | Poszt | Név                  | Születési dátum (Kor)          | Vál. | Klub          |
| ---- | ----- | -------------------- | ------------------------------ | ---- | ------------- |
| 1    | K     | Carlos José Castilho | 1927. november 27. (30 éves)   | 20   | Fluminense    |
| 2    | V     | Hilderaldo Bellini   | 1930. június 7. (28 éves)      | 8    | Vasco da Gama |
| 3    | V     | Nílton Santos        | 1927. május 16. (31 éves)      | 46   | Botafogo      |
| 4    | V     | Djalma Santos        | 1929. február 27. (29 éves)    | 47   | Portuguesa    |
| 5    | KP    | Dino Sani            | 1932. május 23. (26 éves)      | 5    | São Paulo     |
| 6    | V     | Didi                 | 1929. október 8. (28 éves)     | 41   | Botafogo      |
| 7    | CS    | Mário Zagallo        | 1931. augusztus 9. (26 éves)   | 3    | Flamengo      |
| 8    | KP    | Oreco                | 1932. június 13. (26 éves)     | 9    | Corinthians   |
| 9    | KP    | Zózimo               | 1932. június 19. (26 éves)     | 26   | Bangu         |
| 10   | CS    | Pelé                 | 1940. október 23. (17 éves)    | 5    | Santos        |
| 11   | CS    | Garrincha            | 1933. október 28. (24 éves)    | 8    | Botafogo      |
| 12   | K     | Gilmar               | 1930. augusztus 22. (27 éves)  | 31   | Corinthians   |
| 13   | KP    | Moacir               | 1936. május 18. (22 éves)      | 5    | Flamengo      |
| 14   | V     | De Sordi             | 1931. február 14. (27 éves)    | 14   | São Paulo     |
| 15   | V     | Orlando              | 1935. szeptember 20. (22 éves) | 1    | Vasco da Gama |
| 16   | V     | Mauro Ramos          | 1930. augusztus 30. (27 éves)  | 10   | São Paulo     |
| 17   | CS    | Joel Antônio Martins | 1931. november 11. (26 éves)   | 11   | Flamengo      |
| 18   | CS    | Mazzola              | 1938. július 24. (19 éves)     | 5    | Palmeiras     |
| 19   | KP    | Zito                 | 1932. augusztus 18. (25 éves)  | 3    | Santos        |
| 20   | CS    | Vavá                 | 1934. november 12. (23 éves)   | 3    | Vasco da Gama |
| 21   | CS    | Dida                 | 1934. március 26. (24 éves)    | 3    | Flamengo      |
| 22   | CS    | Pepe                 | 1935. február 25. (23 éves)    | 11   | Santos        |

### Szovjetunió
Szövetségi kapitány:  Gavril Kacsalin
| Szám | Poszt | Név                       | Születési dátum (Kor)          | Vál. | Klub                    |
| ---- | ----- | ------------------------- | ------------------------------ | ---- | ----------------------- |
| 1    | K     | Lev Jasin                 | 1929. október 22. (28 éves)    | 22   | Dinamo Moszkva          |
| 2    | V     | Vlagyimir Keszarev        | 1930. február 26. (28 éves)    | 2    | Dinamo Moszkva          |
| 3    | KP    | Konsztantyin Krizsevszkij | 1926. február 20. (32 éves)    | 9    | Dinamo Moszkva          |
| 4    | V     | Borisz Kuznyecov          | 1928. július 14. (29 éves)     | 15   | Dinamo Moszkva          |
| 5    | V     | Jurij Vojnov              | 1931. november 29. (26 éves)   | 9    | Dinamo Kijev            |
| 6    | CS    | Igor Nyetto               | 1930. január 9. (28 éves)      | 30   | Szpartak Moszkva        |
| 7    | CS    | German Apuhtyin           | 1936. június 12. (22 éves)     | 2    | CSZKA Moszkva           |
| 8    | CS    | Valentyin Ivanov          | 1934. november 19. (23 éves)   | 15   | Torpedo Moszkva         |
| 9    | CS    | Nyikita Szimonyan         | 1926. október 12. (31 éves)    | 13   | Szpartak Moszkva        |
| 10   | CS    | Szergej Szalnyikov        | 1925. szeptember 13. (32 éves) | 17   | Szpartak Moszkva        |
| 11   | CS    | Anatolij Iljin            | 1931. június 27. (27 éves)     | 22   | Szpartak Moszkva        |
| 12   | K     | Vlagyimir Maszlacsenko    | 1936. március 5. (22 éves)     | 0    | Lokomotiv Moszkva       |
| 13   | K     | Vlagyimir Beljajev        | 1933. szeptember 15. (24 éves) | 2    | Dinamo Moszkva          |
| 14   | V     | Leonyid Osztrovszkij      | 1936. január 17. (22 éves)     | 0    | Torpedo Moszkva         |
| 15   | V     | Anatolij Maszljonkin      | 1930. június 26. (28 éves)     | 8    | Szpartak Moszkva        |
| 16   | KP    | Viktor Carjov             | 1931. június 2. (27 éves)      | 1    | Dinamo Moszkva          |
| 17   | CS    | Alekszandr Ivanov         | 1928. április 14. (30 éves)    | 0    | Zenit Szankt-Petyerburg |
| 18   | CS    | Valentyin Bubukin         | 1933. április 23. (25 éves)    | 0    | Lokomotiv Moszkva       |
| 19   | CS    | Gennagyij Guszarov        | 1937. március 11. (21 éves)    | 0    | Torpedo Moszkva         |
| 20   | CS    | Jurij Falin               | 1937. április 2. (21 éves)     | 1    | Torpedo Moszkva         |
| 21   | CS    | Genrih Fedoszov           | 1932. december 6. (25 éves)    | 1    | Dinamo Moszkva          |
| 22   | V     | Vlagyimir Jerohin         | 1930. április 10. (28 éves)    | 0    | Dinamo Kijev            |

### Anglia
Szövetségi kapitány:  Walter Winterbottom
| Szám | Poszt | Név              | Születési dátum (Kor)          | Vál. | Klub                    |
| ---- | ----- | ---------------- | ------------------------------ | ---- | ----------------------- |
| 1    | K     | Colin McDonald   | 1930. október 15. (27 éves)    | 1    | Burnley                 |
| 2    | V     | Don Howe         | 1935. október 12. (22 éves)    | 7    | West Bromwich Albion    |
| 3    | V     | Tommy Banks      | 1929. november 10. (28 éves)   | 1    | Bolton Wanderers        |
| 4    | KP    | Eddie Clamp      | 1934. szeptember 14. (23 éves) | 1    | Wolverhampton Wanderers |
| 5    | KP    | Billy Wright     | 1924. február 6. (34 éves)     | 92   | Wolverhampton Wanderers |
| 6    | KP    | Bill Slater      | 1927. április 29. (31 éves)    | 6    | Wolverhampton Wanderers |
| 7    | CS    | Bryan Douglas    | 1934. május 27. (24 éves)      | 7    | Blackburn Rovers        |
| 8    | CS    | Bobby Robson     | 1933. február 18. (25 éves)    | 2    | West Bromwich Albion    |
| 9    | CS    | Derek Kevan      | 1935. március 6. (23 éves)     | 7    | West Bromwich Albion    |
| 10   | CS    | Johnny Haynes    | 1934. október 17. (23 éves)    | 20   | Fulham                  |
| 11   | CS    | Tom Finney       | 1922. április 5. (36 éves)     | 73   | Preston North End       |
| 12   | K     | Eddie Hopkinson  | 1935. október 29. (22 éves)    | 6    | Bolton Wanderers        |
| 13   | K     | Alan Hodgkinson* | 1936. augusztus 16. (21 éves)  | 4    | Sheffield United        |
| 14   | V     | Peter Sillett    | 1933. február 1. (25 éves)     | 3    | Chelsea                 |
| 15   | V     | Ronnie Clayton   | 1934. augusztus 5. (23 éves)   | 20   | Blackburn Rovers        |
| 16   | V     | Maurice Norman   | 1934. május 8. (24 éves)       | 0    | Tottenham Hotspur       |
| 17   | CS    | Peter Brabrook   | 1937. november 8. (20 éves)    | 0    | Chelsea                 |
| 18   | CS    | Peter Broadbent  | 1933. május 15. (25 éves)      | 0    | Wolverhampton Wanderers |
| 19   | CS    | Bobby Smith      | 1933. február 22. (25 éves)    | 0    | Tottenham Hotspur       |
| 20   | KP    | Bobby Charlton   | 1937. október 11. (20 éves)    | 3    | Manchester United       |
| 21   | CS    | Alan A’Court     | 1934. szeptember 30. (23 éves) | 1    | Liverpool               |
| 22   | CS    | Maurice Setters* | 1936. december 16. (21 éves)   | 0    | West Bromwich Albion    |

- A FIFA-nak leadott nevezési listán Hodgkinson és Setters neve is szerepelt, viszont nem utaztak az angol csapattal Svédországba.

### Ausztria
Szövetségi kapitány:  Josef Argauer
| Szám | Poszt | Név                 | Születési dátum (Kor)          | Vál. | Klub              |
| ---- | ----- | ------------------- | ------------------------------ | ---- | ----------------- |
| 1    | K     | Rudolf Szanwald     | 1931. július 6. (26 éves)      | 2    | Wiener SC         |
| 2    | V     | Paul Halla          | 1931. április 10. (27 éves)    | 20   | Rapid Wien        |
| 3    | V     | Ernst Happel        | 1925. november 29. (32 éves)   | 47   | Rapid Wien        |
| 4    | V     | Franz Swoboda       | 1933. február 15. (25 éves)    | 13   | Austria Wien      |
| 5    | V     | Gerhard Hanappi     | 1929. július 9. (28 éves)      | 67   | Rapid Wien        |
| 6    | KP    | Karl Koller         | 1929. február 8. (29 éves)     | 38   | First Vienna FC   |
| 7    | CS    | Walter Horak        | 1931. június 1. (27 éves)      | 2    | Wiener SC         |
| 8    | CS    | Paul Kozlicek       | 1937. július 22. (20 éves)     | 5    | Wacker Wien       |
| 9    | CS    | Hans Buzek          | 1938. május 22. (20 éves)      | 10   | First Vienna FC   |
| 10   | CS    | Alfred Körner       | 1926. február 14. (32 éves)    |      | Rapid Wien        |
| 11   | CS    | Helmut Senekowitsch | 1933. október 22. (24 éves)    | 4    | SK Sturm Graz     |
| 12   | K     | Kurt Schmied        | 1926. június 14. (32 éves)     | 23   | First Vienna FC   |
| 13   | CS    | Walter Schleger     | 1929. szeptember 19. (28 éves) | 17   | Austria Wien      |
| 14   | CS    | Josef Hamerl        | 1931. január 22. (27 éves)     | 2    | Wiener SC         |
| 15   | V     | Walter Kollmann     | 1932. június 17. (26 éves)     | 14   | Wacker Wien       |
| 16   | KP    | Karl Stotz          | 1927. március 27. (31 éves)    | 19   | Austria Wien      |
| 17   | KP    | Ernst Kozlicek      | 1931. január 27. (27 éves)     | 7    | Wacker Wien       |
| 18   | V     | Leopold Barschandt  | 1925. augusztus 12. (32 éves)  | 20   | Wiener SC         |
| 19   | CS    | Robert Dienst       | 1928. március 1. (30 éves)     | 26   | Rapid Wien        |
| 20   | CS    | Herbert Ninaus      | 1937. március 31. (21 éves)    | 0    | Grazer AK         |
| 21   | KP    | Ignaz Puschnik      | 1934. február 5. (24 éves)     | 1    | Kapfenberger SV   |
| 22   | K     | Bruno Engelmeier    | 1927. szeptember 5. (30 éves)  | 7    | 1. Simmeringer SC |